# Lucia Del Vecchio
Lucia Del Vecchio es una deportista italiana que compitió en vela en la clase Laser Radial. Ganó una medalla de plata en el Campeonato Europeo de Laser Radial de 1994.

## Palmarés internacional
| \| Campeonato Europeo \| Campeonato Europeo \| Campeonato Europeo \| Campeonato Europeo \| \| Año \| Lugar \| Medalla \| Clase \| \| ------------------ \| -------------------------- \| ------------------ \| ------------------ \| \| 1994 \| Isla Hayling (Reino Unido) \| Medalla de plata \| Laser Radial \| |                            |                  |              |
| Campeonato Europeo |                            |                  |              |
| Año | Lugar                      | Medalla          | Clase        |
| 1994 | Isla Hayling (Reino Unido) | Medalla de plata | Laser Radial |